# Дом Карла Либкнехта

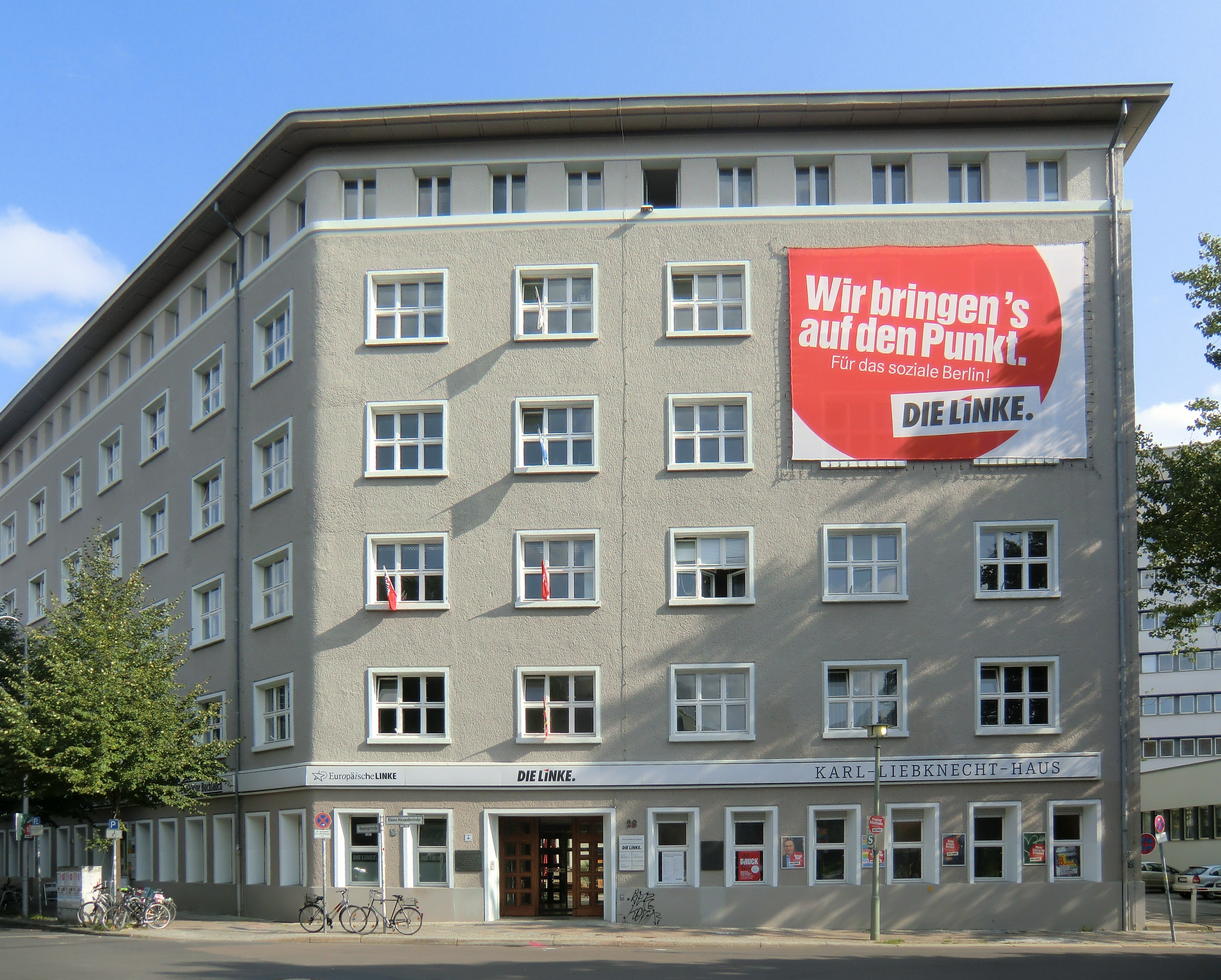
Дом Карла Либкнехта. 2011

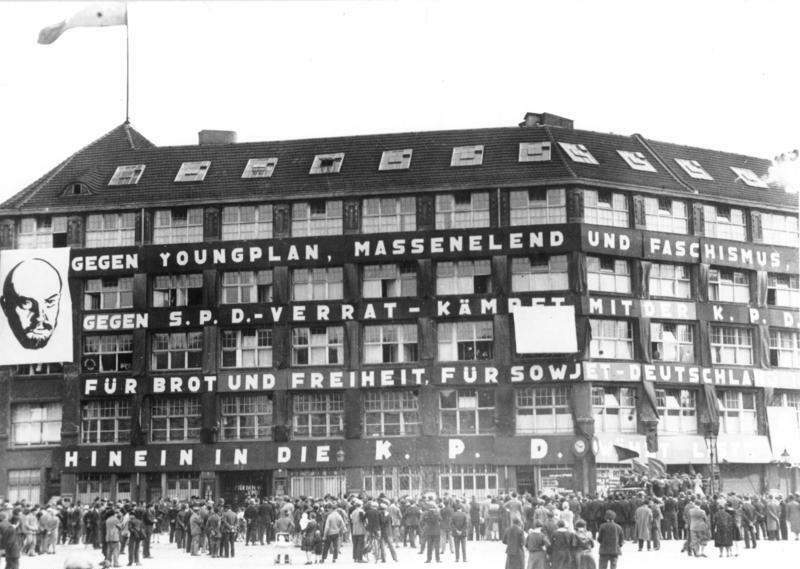
Лозунги на Доме Карла Либкнехта перед выборами в рейхстаг. 1930

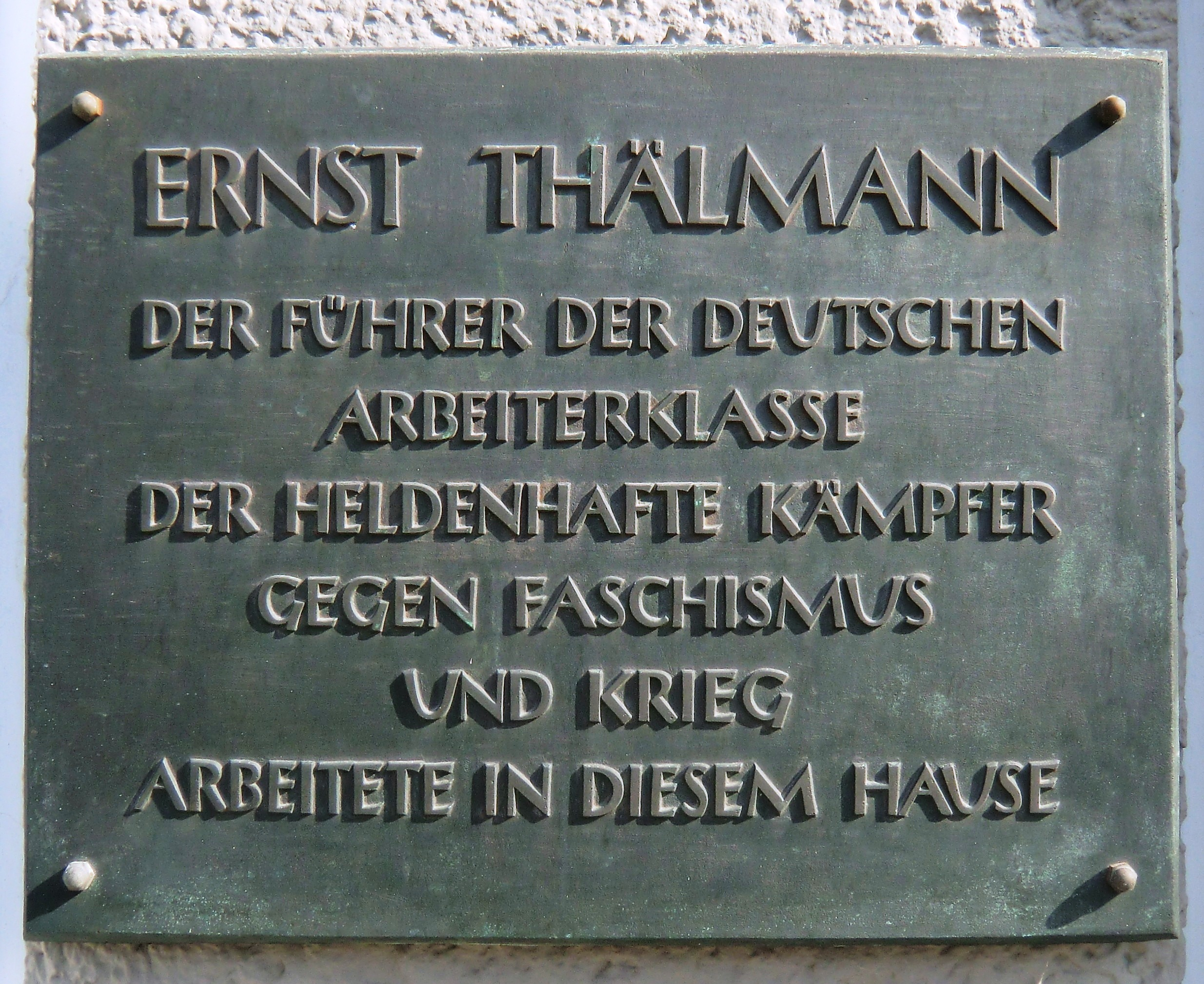
Памятная доска Эрнсту Тельману

Дом Карла Либкнехта (нем. Karl-Liebknecht-Haus) — офисное здание в берлинском районе Митте между площадями Александерплац и Розы Люксембург по адресу Клайне-Александерштрассе, 28, получившее название в честь политика-марксиста Карла Либкнехта. С 2007 года в Доме Карла Либкнехта размещается также штаб-квартира Левой партии.

## История
Дом Карла Либкнехта был построен в 1910 году в исторической местности Шойненфиртель по заказу фабриканта Рудольфа Верта как офисное здание. В ноябре 1926 года здание приобрела Коммунистическая партия Германии, переименовавшая его в честь своего сооснователя Карла Либкнехта, убитого в январе 1919 года в ходе Ноябрьской революции. До 1926 года коммунисты заседали у площади Хаккешер-Маркт, на Розеталер-штрассе. В здание въехали поначалу Центральный комитет КПГ, окружное отделение партии по Берлину, Бранденбургу и Лужице, редакция органа КПГ Die Rote Fahne, книжный магазин, ЦК Коммунистического молодёжного союза Германии, магазин, торговавший формой Союза красных фронтовиков и типография. В эти годы в здании работало партийное руководство во главе с Эрнстом Тельманом, в частности, Вильгельм Пик, Вальтер Ульбрихт и Герберт Венер. Под крышей Дома Карла Либкнехта разместились также мастерские художников Джона Хартфилда и Макса Гебхарда. 9 августа 1931 года в непосредственной близости от Дома Карла Либкнехта на площади Бюловплац члены КПГ Эрих Мильке и Эрих Цимер убили двух полицейских, за этим событием последовала многодневный захват и обыск в штаб-квартире КПГ.
Политическая полиция вернулась с обысками в Дом Карла Либкнехта в феврале 1933 года. 26 февраля 1933 года штаб-квартиру КПГ закрыли. Штурмовые отряды заняли здание 8 марта 1933 года и переименовали его в Дом Хорста Весселя. До лета 1933 года здание использовалось как стихийный концлагерь для противников национал-социалистического режима. В ходе обыска 15 ноября 1933 года гестапо обнаружило два тайника, в которых хранилось два лёгких пулемёта, 16 единиц стрелкового оружия с боеприпасами и многочисленные документы партактива с указанием данных партийных функционеров: их биографиями, адресами и возложенными функциями. Тайники были обнаружены предположительно по информации, предоставленной арестованным Альфредом Катнером, входившим в ближний круг Тельмана. В 1935 году здание было реконструировано и передано кадастровому ведомству финансового управления Пруссии. В холле здания размещался мемориал Хорста Весселя. С января 1937 года Дом Хорста Весселя был передан под штаб-квартиру берлинского отделения штурмовых отрядов.
В ходе Берлинской битвы здание было частично разрушено, но несущие конструкции в целом устояли. В декабре 1947 года Советская военная администрация в Германии передала конфискованное здание обществу «Фундамент», основанному КПГ в 1946 году. С 1949 года по решению руководства СЕПГ Дом Карла Либкнехта восстанавливался, при этом его фасад был подвергнут минимальным изменениям, а здание было надстроено на один этаж. Восстановительные работы завершились в декабре 1950 года к 71-летию И. В. Сталина. Поначалу здание было отведено центральным органам СЕПГ, штаб-квартира которой находилась неподалёку в Доме единства, затем в Дом Карла Либкнехта въехал Институт марксизма-ленинизма при ЦК СЕПГ.
После революционных событий в ГДР встал вопрос о законности присвоения собственности партиями и общественными организациями в ГДР. Преемник СЕПГ — Партия демократического социализма — боролась с Попечительским приватизационным советом за партийную собственность, в том числе и за Дом Карла Либкнехта. Кульминацией этого противостояния стала голодовка видных деятелей ПДС и многочисленные обыски, проведённые полицией. По мировому соглашению ПДС в конечном итоге отказалась от большей части недвижимости СЕПГ. Дом Карла Либкнехта и отель Hotel am Wald в тюрингенском Эльгерсбурге — два объекта недвижимости, сохранившиеся в собственности партии по настоящее время, поскольку они находились в собственности КПГ ещё до её объединения с СЕПГ в 1946 году.
В 1990—2007 годах в Доме Карла Либкнехта находилась штаб-квартира ПДС и её земельное отделение в Бранденбурге. После слияния ПДС с партией «Труд и социальная справедливость — Избирательная альтернатива» в здании размещается штаб-квартира Левой партии и её земельное отделение в Берлине. Молодёжный союз Linksjugend Solid и студенческий союз Die Linke.SDS также работают в этом здании. В Доме Карла Либкнехта также есть книжный магазин и офисы различных организаций и объединений, в том числе ССНМ.
На фасаде Дома Карла Либкнехта рядом со входом размещены три мемориальных доски: Эрнсту Тельману, ЦК КПГ и жертвам сталинского террора. Один из представительских залов Дома Карла Либкнехта носит имя Розы Люксембург.